# 시조새
시조새(始祖새, 학명: Archaeopteryx, 아르카이옵테릭스) 또는 조상새(祖上새)는 수각류 공룡의 한 속으로, 새와 근연 관계가 있다. '아르카이오프테릭스'(Archaeopteryx)라는 라틴어 학명은 '선조'를 뜻하는 그리스어  ἀρχαῖος(archaīos)와 '깃털' 또는 '날개'를 뜻하는 그리스어 πτέρυξ(ptéryx)에서 왔다. 처음 발견된 19세기 말부터 시조새는 고생물학자 등에게 가장 오래된 새로 취급되어왔다.
시조새는 약 1억 5천만년 전, 중생대 쥐라기 후기에 독일에서 살았었던 것으로 밝혀져있다. 당시의 유럽은 지금보다 적도에 가까운 지역의 열대의 얕은 바다의 섬이었다. 모양은 까치와 유사하며, 크기는 큰 까마귀 정도로, 길이 약 0.5미터까지 자랐다. 작은 몹집에 비해 큰 날개로 날거나 활강을 할 수 있을 것으로 생각되었다.

## 화석 발견

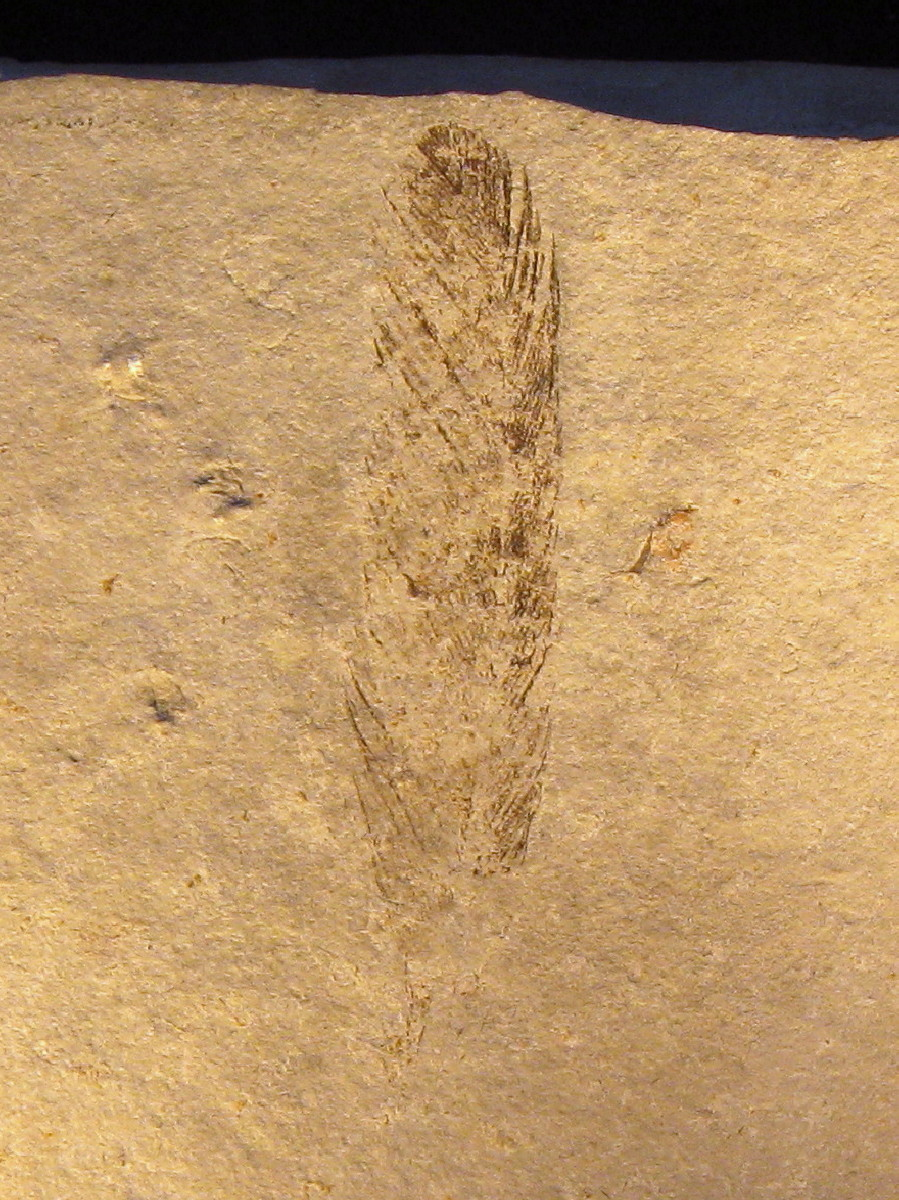
깃털 화석

시조새의 화석은 1860년 독일 바바리아지역의 점판암 속에서 처음 발견되었다. 그 지역에는 헤르만 폰 마이어라는 의사가 살고 있었는데 그의 취미가 화석수집이었다. 그래서 가난한 노동자들에게 병원비를 대신하여 화석을 받기도 하다가 시조새의 화석을 손에 넣게 되었다. 학명인 Archaeopteryx lithographica에 ‘석판에 인쇄된 아주 먼 옛날의 날개’라는 뜻이 있는 것은 그러한 이유에서이다.
화석은 수각류 공룡에서 조류로의 진화 과정의 증거를 보여 주었으며 파충류·조류의 특징을 모두 지니고 있다. 즉, 시조새는 파충류와 같은 골격을 하고 있지만, 새처럼 깃털이 잘 발달된 날개가 있었다. 머리는 작고 눈은 컸다. 날개의 앞 끝에는 세 개의 발가락이 있고, 그 앞에는 예리한 발톱이 달려 있었다. 꼬리는 파충류의 것과 유사하며, 스무 개의 미추골로 되어 있는 등 오늘날의 새와는 매우 다른 모습을 하고 있었다. 1984년 학술회의 전까지는 치아, 비늘, 깃털이 있어서 파충류가 생존을 위해 비행 기술을 터득함으로써 현존 조류로 진화하는 단계로 여겨져 왔다. 다만 진화는 공통조상에 의한 분화이지, 현재 존재하는 생명체의 단계를 나타내는 것이 아니므로, 시조새는 중간화석이긴 하나, 단계로 나뉜 것은 아니라는 것이 올바른 해석이다.
총 열두 개의 화석 표본이 발견되어 있다. 1861년 발굴된 런던 표본(London Specimen), 1874년 또는 1875년 발굴된 베를린 표본(Berlin Specimen), 1956년 발굴된 막스버르그 표본(Maxberg Specimen), 1855년 발굴된 하를럼 표본(Haarlem Specimen), 1951년 발굴된 아이히슈테트 표본(Eichstätt Specimen), 1970년대 발굴된 졸른호펜 표본(Solnhofen Specimen), 1992년 발굴된 뮌헨 표본(Munich Specimen) 등이 있다.

## 깃털 화석의 연구
이후 2016년에 진행된 연구에서 시조새의 깃털에 관한 연구를 통해 시조새는 새들의 조상으로서 생명체의 진화를 보여주는 화석 중 하나라는 점이 확실히 증명되었다. 진화가 직접 관찰이 가능해진 현재에는 시조새 화석을 통한 진화의 속도와 방향에 관한 연구가 활발히 이루어지고 있다.

## 특징

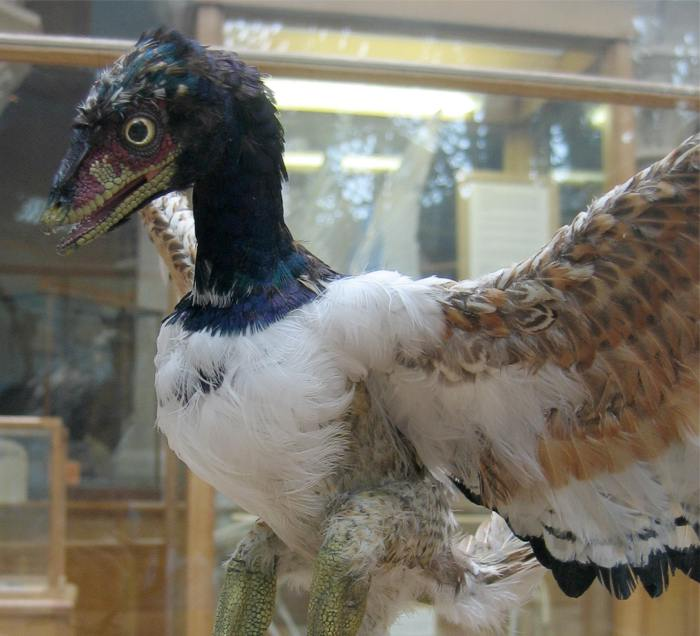
시조새 모형
사람과 비교한 시조새의 크기.

전체 길이는 30~50cm로 추정되며, 몸무게는 약 500g으로 추정된다. 지금으로부터 약 1억 5600만 년 전부터 1억 5100만 년 전 사이의 무렵(쥐라기)에 서식했던 것으로 보인다. 주로 곤충을 먹었던 것으로 추정되고 있다. 깃털은 검은색으로 추정되며, 비행력은 약했다.

## 같이 보기
- 조류의 진화
- 깃털공룡